# Pontalina (ort)
Pontalina är en ort i Brasilien.   Den ligger i kommunen Pontalina och delstaten Goiás, i den sydöstra delen av landet, 250 km sydväst om huvudstaden Brasília. Pontalina ligger 627 meter över havet och antalet invånare är 13 639.
Terrängen runt Pontalina är huvudsakligen platt, men söderut är den kuperad.
Omgivningarna runt Pontalina är huvudsakligen savann. Runt Pontalina är det glesbefolkat, med 11 invånare per kvadratkilometer.